# Victor Horta
Victor Horta (ur. 6 stycznia 1861 w Gandawie, zm. 9 września 1947 w Brukseli) – belgijski architekt i projektant, uważany za jednego z największych europejskich architektów stylu secesyjnego, często za pierwszego architekta, który wprowadził ten styl do architektury (jego Hôtel Tassel w Brukseli powstał już w latach 1892–1893).

## Życiorys
Victor Horta był synem Henriki Coppieters i szewca Petrusa Horty, w latach 1874–1877 uczęszczał do szkoły Koninklijk Atheneum aan de Ottogracht w Gandawie. W 1878 roku wyjechał do Paryża, gdzie pracował jako projektant wnętrz. Tutaj zainteresowała go szczególnie sztuka impresjonistów i puentylistów oraz możliwości, jakie dawało użycie do budowy stali i szkła. Horta wrócił do Belgii po śmierci ojca w 1880 roku. Tu zamieszkał w Brukseli i rozpoczął studia w Akademii Sztuk Pięknych, którą ukończył w 1884 roku ze złotym medalem. Ożenił się w 1885 roku, z tego małżeństwa urodziła się córka Simone (1890).
W Brukseli Horta zaprzyjaźnił się z Paulem Hankarem. Horta po ukończeniu studiów został przyjęty na staż przez swojego profesora Alfonsa Balata, architekta królewskiego. Wspólnie zaprojektowali królewskie szklarnie w Laeken – tu Horta po raz pierwszy wykorzystał w budowie stal i szkło.
W 1885 roku Horta rozpoczął pracę na własną rękę – zaprojektował tego roku trzy domy (w Gandawie przy ulicy Twaalfkamerenstraat 45–47), po czym zdecydował porzucić projektowanie domów dla bogatych klientów i zaczął startować w konkursach na projekty publiczne. Wygrał m.in. w 1887 roku konkurs na projekt muzeum historii naturalnej. W tym okresie dało się już zauważyć w jego projektach charakterystyczny zakrzywiony kształt linii.
Kolejną inspiracją dla Horty było wprowadzenie do sztuki secesji – wystawa w 1892 roku, co widać w wybudowanym w 1893 roku, według projektu Horty domu Tassela – Hôtel Tassel (od nazwiska zleceniodawcy – profesora Emile’a Tassela) – pierwszej budowli w stylu Art Nouveau. W 1894 roku Horta stanął na czele Société Centrale d’Architecture de Belgique (Belgijskie Towarzystwo Architektoniczne). W swoim życiu pełnił wiele funkcji publicznych – był m.in. Dyrektorem Akademii Sztuk Pięknych w Brukseli, czy profesorem Instytutu Sztuk Pięknych w Antwerpii.
W 1906 roku rozwiódł się ze swoją pierwszą żoną, a dwa lata później poślubił Szwedkę Julię Carlsson. W roku 1916 wyjechał do Stanów Zjednoczonych, skąd powrócił do Belgii w styczniu 1919 roku. W 1932 roku otrzymał od króla Belgii Alberta I tytuł barona. Zmarł 8 września 1947 roku, pochowany został na cmentarzu Ixelles w Brukseli.
Horta zaprojektował wiele domów i sklepów w Brukseli i innych miastach. Niektóre z nich zostały zniszczone w pożarach, lub wyburzone w czasach, gdy moda na secesję przeminęła, ale wiele z nich istnieje do dziś. Cztery z istniejących wciąż kamienic, wpisane są na listę światowego dziedzictwa UNESCO:
- Hôtel Tassel (1892–1893).
- Hôtel Solvay (1895–1900).
- Hôtel Eetvelde (1895–1898).
- Dom i Atelier Horta, obecnie Muzeum Horty (zaprojektowany w 1898).

## Wybrane projekty Victora Horty, które przetrwały do dziś
- 1892–1893: Hôtel Tassel, rue Paul-Emilie Janson/Paul-Emilie Jansonstraat 6, Bruksela – na liście zabytków od 1976 roku
- 1893: Maison Autrique, chaussée d’Haecht/Haachtsesteenweg 266, Bruksela – na liście zabytków od 1976 roku
- 1895–1900: Hôtel Solvay, Avenue Louise/Louizalaan 244, Bruksela – na liście zabytków od 1977 roku
- 1895–1898: Hôtel Eetvelde, Avenue Palmerston/Palmerstonlaan 2/6, Bruksela – na liście zabytków od 1971 roku
- 1897-1899: park zabaw dla dzieci, rue Sainte-Ghislaine/Sint-Gisleinstraat 40, Bruksela – na liście zabytków od 1976 roku
- 1898–1900: Dom i Atelier Victora Horty, Rue Américaine/Amerikaansestraat 23–25, dziś Muzeum Horty, Bruksela – na liście zabytków od 1963 roku
- 1899: Dom Frison „Les Épinglettes”, Ringlaan 70, Uccle
- 1899–1903: Villa Carpentier „Les Platanes”, Doorniksesteenweg 9–11, Ronse
- 1902: Hôtel Max Hallet, Avenue Louise/Louizalaan 346, Bruksela – na liście zabytków od 1975 roku
- 1903: Sklepy Waucquez, rue des Sables/Zandstraat 20, dziś muzeum komiksów, Bruksela – na liście zabytków od 1975 roku
- 1909: sklep jubilerski Wolfers, rue d’Arenberg/Arenbergstraat, Bruksela – na liście zabytków od 1981 roku
- 1928: Musée des Beaux-Arts (Muzeum Sztuk Pięknych), Tournai – na liście zabytków od 1980 roku.